# Pseudhyria rubra
Pseudhyria rubra är en fjärilsart som beskrevs av George Francis Hampson 1891. Pseudhyria rubra ingår i släktet Pseudhyria och familjen Uraniidae. Inga underarter finns listade i Catalogue of Life.